# دوري الدرجة الأولى الروماني 1921–22
دوري الدرجة الأولى الروماني 1921–22 (بالرومانية: Divizia A 1921-1922)‏ هو الموسم 10 من دوري الدرجة الأولى الروماني. أقيم خلال الفترة أغسطس 1922 وحتى 17 سبتمبر 1922، وأشرف على تنظيمه اتحاد رومانيا لكرة القدم، وكان عدد الأندية المشاركة فيه 7، وفاز فيه نادي تشينزول تيميشوارا.